# مكيافيلي الجديد
ماكيافيللي الجديد كتاب من تأليف الأديب هربرت جورج ويلز عام 1910.

## المقدمة
ملايين القراء الذين يعرفون الكثير عن روايات الخيال العلمي، والروايات العلمية الأخرى التي كتبها الإنجليزي هـ ج ويلز، خلال السنوات الأخيرة من القرن التاسع عشر، يصعب عليهم بكل تأكيد أن يصدّقوا أن ويلز نفسه هو كاتب رواية «ماكيافيللي الجديد» التي صدرت في طبعة أولى، في عام 1910، حاملة اسم صاحب «حرب العوالم» و «آلة الزمن» و «جزيرة الدكتور مورو» وغيرها من روايات كانت، في زمنها، أعطت ذلك النوع المسلّي والمحرّك للمخيلة من الأدب، بعض أفضل ما كتب فيه في اللغة الإنجليزية. ذلك أن رواية «ماكيافيللي الجديد» تكاد تكون، شكلاً وجوهراً، منتمية إلى أدب أوسكار وايلد: الشخصيات نفسها تقريباً، الحبكة والمسار نفسهما إلى حد ما. والنظرة التهكمية الساخرة نفسها إلى الانتهازية المسيطرة على عالم السياسة. ومع هذا يتوجب على قراء ويلز أن يصدقوا هذا، خصوصاً أن هذا الكاتب، حين أصدر هذه الرواية، كان يعيش واحداً من التغيرات الأساسية في حياته، وكان قد انتهى لتوه من خوض تجربة في العمل السياسي الاشتراكي المباشر، قرّبته لسنوات قليلة من أقطاب تيار الفابية الاشتراكي ولا سيما من جورج برنارد شو ومن سيدني وبياتريس ويب. غير أن تلك التجربة كانت انتهت إلى الإخفاق، ومن بعدها سعى ويلز إلى رسم فكرانية جديدة همها أن توجد ارستقراطية جديدة «تعثر في العلم وحده على الدروب الموصلة إلى سلطة مطلقة على الطبيعة نفسها». وهو عبّر عن هذا المسعى في كتاب له صدر عام 1905 في عنوان «يوتوبيا حديثة». صحيح أن هذا الكتاب كان متميزاً وحافلاً بالأفكار المقنعة، لكن ويلز خرج منه، أيضاً، خائب المسعى سياسياً. ولعل خيبته هذه هي التي دفعته في ذلك الحين بالذات، إلى كتابة «ماكيافيللي الجديد» التي، إذا قورنت في ذلك الحين، من ناحية بأعمال ويلز الكثيرة والمتنوعة التي كانت صدرت من قبلها، وطوال العقود السابقة، وقورنت من ناحية ثانية بمسرحيات وأعمال لأوسكار وايلد ولغيره تنحو المنحى نفسه من المضمون، قيل إن ويلز بات يعيش هبوطاً في قدراته الكتابية.
والحقيقة أن هذا كان إلى حد ما صحيحاً، إذ إن هذا الكاتب الذي كانت له سيطرة شبه تامة على العالم الإنجليزي الأدبي، خلال الربع الأخير من القرن التاسع عشر، لم يقدم ما هو جدير بالانتباه حقاً، خلال الربع الأول من القرن العشرين، بل حتى رحيله مع انتهاء الحرب العالمية الثانية، هو الذي راحت «الرسائل» و «الدلالات» و «المعارك» تكثر في كتبه الأخيرة على حساب الخيال والقوة الأدبية.
لكنّ في هذا القول، على أية حال، ظلماً لويلز في اتجاهين: اتجاه أعماله الأخيرة والتي كانت، في الحسابات كافة، جزءاً من معركة تنويرية إنسانية آثر الكاتب أن يخوضها مضحّياً من أجلها ببعض ملكة إبداعه، واتجاه أعماله الأولى التي علينا أن نلاحظ دائماً أنها، ومهما بلغ مدى الخيال والبعد الفني فيها، تظل أعمالاً تنويرية حافلة بالدلالات تبحث للإنسان عن آفاق محورها العقل والعلم قطبا معركة هـ ج ويلز الدائمة.

## القصة
أما «ماكيافيللي الجديد» فتقف عند الحافة بين ذينك الاتجاهين، إذ إن ويلز حرص فيها على أن يزاوج بين فن الحكاية الخالصة، وبين النظرة الأخلاقية إلى السياسة. وهي، في هذا المعنى، تبدو لنا أكثر معاصرة من أعماله الأخرى كافة. خصوصاً أننا لا نزال قادرين على قراءتها اليوم وكأنها عمل حديث، في وقت جاءت فيه التطورات العلمية لتتجاوز ما كان مدهشاً ومفاجئاً في معظم روايات هذا الكاتب السابقة.
على أية حال، تعارف المؤرخون والنقاد دائماً على أن «ماكيافيللي الجديد» هي واحدة من أطول روايات ويلز ومن أكثرها طموحاً. ناهيك بوجود راوٍ في هذه الرواية، هو رمنغتون بطلها، والذي سنكتشف بسرعة أنه هو من يطلق عليه المؤلف اسم «ماكيافيللي الجديد»، وسنعرف بعد قليل لماذا. فالحال أن كون رمنغتون يعيش زمنه ويريد أن يلعب دوراً أساسياً في أحداث هذا الزمن، أمر يضعنا مباشرة في قلب الأحداث والمواضيع ذات العلاقة بالإمبراطورية البريطانية في ذلك الزمن...بل إنه يؤدي في بعض الأحيان، بسبب مباشرة ما ينقله إلينا الراوي، إلى تحطيم تعاقبية السرد الروائي، لكن هذا كان مقصوداً من أجل الوصول إلى واقعية، أو إلى إيهام بالواقع، يعطي العمل أبعاده الأخلاقية - السياسية.
إن رمنغتون هنا، شاب نراه في البداية، وكما يحدثّنا هو عن نفسه، شديد الطموح ومستقلاً من الناحية الفكرية، وهو يقبل على الحياة بالطموح نفسه الذي كان لويلز حين كان في عمره، وكما سيقول لنا الكاتب في نصوص أخرى هي أقرب إلى السيرة الذاتية. وكذلك فإن ما يميّز رمنغتون هو مثاليته المطلقة، التي تقود خطواته الأولى على درب الحياة العامة. وإذ نراه أولاً في جامعة كامبريدج، نرى رمنغتون وقد اتصل بالشبيبة الاشتراكية، محاولاً اعتناق أفكاره. والحقيقة أن وصف الراوي - وبالتالي ويلز - الأجواء الثقافية والطالبية كما كانت سائدة في ذلك الحين، يبديها عابقة بالحياة وبالحيوية، حيث يخيل إلى القارئ أن الكاتب يتعمد وضع راويه في قلب تلك الحياة... ولكن فقط لكي يخرجه منها بعد حين وقد استبدت به الخيبة، الخيبة نفسها التي كانت من نصيب ويلز، ولكن آثر انفصاله عن الاشتراكيين الغابيين. المهم أن رمنغتون بعد تلك الانطلاقة الاشتراكية، نراه وقد دخل إلى مجلس العموم البريطاني، ولكن - ولأسباب شديدة التعقيد قد لا يتسنى فهمها وفهم دلالاتها للجميع، ما يحول النظرة إلى هذا الشخص إلى نظرة انتهازي يقتنص الفرص - سنجد رمنغتون، البرلماني، في صفوف المحافظين، لا في صفوف «العمال» أو ما شابههم من قوى وتيارات اشتراكية، حتى وإن كان قد دنا من الشبان المحافظين ذوي النزعة الإصلاحية. غير أن هذا التبدّل يظل منطقياً، ضمن تركيبة رمنغتون، بالمقارنة مع حكاية زواجه، التي تشغل الجزء الأكبر من أقسام الرواية. فعند بداية مساره السياسي كان رمنغتون قد اقتنع بالزواج بالحسناء مارغريت، وهي فتاة ذكية مثالية عاونته كثيراً في الوصول إلى مبتغاه، بل يخيّل، إليه وإلينا، في بعض الأحيان أنه لولاها لما كان حقق شيئاً. ومع هذا فإن موقف رمنغتون من مارغريت لا يبدو واضحاً. بل إنه يميل، على الدوام، ناحية نساء أخريات، ثم بخاصة ناحية إيزابيل التي إذ يلتقيها يكتشف قوة سحرها وحيويتها، ويرتبط بها على رغم إحساسها بأنها أدنى من مارغريت بكثير. وفي لحظة من اللحظات يجد رمنغتون وإيزابيل أنهما وصلا إلى مفترق طرق، فإما أن ينفصلا وإما أن يتزوجا.
والأدهى من هذا أن رمنغتون إذ يشعر الآن أن عليه أن يختار بين إيزابيل وبين مساره السياسي، يختار إيزابيل وقد اكتشف أنه إنما كان قد تخلى عن حماسة ومثالية شبابه من أجل شيء لا يدوم طويلاً. وبهذا يكون ويلز قد صور الصراع بين الطموح والحب، منتصراً للحب وسط مجتمع انتهازي منافق لا يتوقف عن دفع المرء إلى أن يكون غير ما كان يريد، أيام براءته أن يكون عليه.

## المؤلف
حين كتب هربرت جورج ويلز (1866 - 1946) هذه الرواية - التي تبدو أشبه بجزء موارب من سيرته الذاتية - كان أضحى في الرابعة والخمسين من عمره، وكان مرّ بحقبة مجد مدهشة اعطت ملايين القراء نصوصاً أدبية وفكرية طبعت ذلك الزمن، وليس في مجال الكتابة العلمية أو الأدبية فقط... وكشفت ان تقلبات ويلز طوال سنوات حياته إنما كانت صورة لتقلب تلك الأزمان، وتفاعل حساسية الفنان معها.